# بنیاد مستضعفان انقلاب اسلامی
بنیاد مستضعفان انقلاب اسلامی سازمانی شبه‌دولتی است که پس از انقلاب ۵۷، تأسیس شده و زیرنظر رهبر جمهوری اسلامی ایران اداره می‌شود. بنیاد مستضعفان پس از شرکت ملی نفت ایران، دومین مؤسسهٔ اقتصادی بزرگ در ایران محسوب می‌شود. همچنین یکی از بزرگ‌ترین شرکت‌های هلدینگ در خاورمیانه به‌شمار می‌آید. این نهاد در زمینه‌های مختلف اقتصادی و تجاری همچون: ارائهٔ خدمات فرهنگی و آموزشی، چاپ و انتشارات، تولید و توزیع برق، خدمات جهانگردی، ترابری و کشتی‌رانی، خدمات بیمه، بانکداری و سرمایه‌گذاری، پیمان‌کاری عمومی و بازرگانی فعالیت می‌کند.
بنیاد مستضعفان یک ماه پس از وقوع انقلاب ۱۳۵۷، به فرمان روح‌الله خمینی با هدف تجمیع اموال و دارایی‌های مصادره شده و با شعار تخصیص این دارایی‌ها به نیازمندان یا همان مستضعفان، تأسیس شد. این مؤسسه در سال ۱۳۶۷ به «بنیاد مستضعفان و جانبازان انقلاب اسلامی» تغییر نام داد و در سال ۱۳۸۸ در پی تفکیک بخش جانبازان و شکل‌گیری بنیاد شهید و امور ایثارگران، با تغییر نام به فرم کنونی، به فعالیت‌های خود ادامه داد. بنیاد مستضعفان در سال ۱۳۹۷ مالکیت ۱۸۹ شرکت و مؤسسه همچون: بانک سینا، بنیاد علوی، بیمه سینا و شرکت نفت بهران را در اختیار داشت. در سال ۱۳۹۵، درآمد بنیاد مستضعفان بیش از ۲۸ هزار میلیارد تومان و سود خالص آن بالغ بر ۳ هزار میلیارد تومان بود. این بنیاد با سپاه پاسداران انقلاب اسلامی در ارتباط بوده و حتی اعضای اصلی و مرکزی آن را پاسداران تشکیل می‌دهند. این بنیاد در ۱۸ نوامبر ۲۰۲۰ توسط وزارت خزانه‌داری آمریکا تحریم شد.

## تاریخچه
«بنیاد مستضعفان انقلاب اسلامی» روز ۱۴ اسفند ۱۳۵۷ با فرمان روح‌الله خمینی تشکیل شد. اساس‌نامهٔ این بنیاد روز هفتم تیر ۱۳۵۸ به تصویب شورای انقلاب رسید. سرمایهٔ اوّلیهٔ آن این‌گونه معرفی شده است: «اموال خاندان پهلوی و همهٔ کسانی که حکم استرداد اموال آن‌ها از دادگاه انقلاب صادر شده و قبول آن‌ها از طرف بنیاد در صلاح مستضعفان است و ارزش آن پس از صورت‌برداری و ارزیابی معلوم خواهد شد.»
در ۳ آذر ۱۳۶۷ با فرمانی از سوی رهبر وقت جمهوری اسلامی ایران، به نخست‌وزیر وقت، نام بنیاد مستضعفان به بنیاد جانبازان تغییر یافت. در تاریخ ۶ خرداد ۱۳۸۳ با موافقت رهبر جمهوری اسلامی، مأموریت و سازمان امور جانبازان، در پی ایجاد تشکیلات جدید، تحت عنوان بنیاد شهید و امور ایثارگران، به آن نهاد انتقال یافت و نام این مؤسسه نیز به بنیاد مستضعفان انقلاب اسلامی تغییر پیدا کرد.
در سال ۱۳۶۸ بنیاد مستضعفان، مالکیت بیش از ۸۰۰ شرکت و بنگاه اقتصادی را در اختیار داشت که تمام آن‌ها از نوع اموال مصادره‌شده بودند. در پی خصوصی‌سازی و واگذاری اموال به بخش خصوصی، شمار این شرکت‌ها در سال ۱۳۷۸ به ۴۰۰ شرکت رسید که البته همهٔ آن‌ها واگذار نشد و برخی از آن‌ها، به دلیل سوءمدیریت، تعطیل شد و در سال ۱۳۸۸ این مؤسسه در مجموع مالکیت کمتر از ۱۴۰ شرکت را در اختیار داشته است. بانک سینا متعلق به این نهاد است. شرکت زمزم، بنیاد علوی، کارخانه قند شازند، شرکت نفت بهران، بیمارستان قدس و شرکت آزاد راه تهران شمال از جمله دارایی‌های این نهاد هستند.
سرمایهٔ این بنیاد هم‌اکنون حداقل بیش از ده‌ها هزار میلیارد تومان ارزش دارد و سالانه هزاران میلیارد تومان سود و ارزش افزوده نیز در پی دارد که طبق بند سوم ماده دوم اساس‌نامه بنیاد، باید همهٔ آن در راه بهبود وضع زندگی و به‌ویژه مسکن مستضعفان صرف شود. با این حال، سازمان مستضعفان هم‌اکنون به یکی از ثروتمندترین و قدرتمندترین بنگاه‌های اقتصادی در سراسر ایران تبدیل شده است که رسماً در همهٔ بخش‌های اقتصاد، از نفت و گاز و بانکداری گرفته تا فناوری اطلاعات، کشاورزی، صنعت، حمل و نقل، ساخت و ساز و… مشغول فعالیت است. این سازمان در طول چند دهه فعالیت خود، شبکه‌ای پیچیده از روابط اداری و سیاسی را با سازمان‌ها و نهادهای رسمی ایجاد کرده که به آن اجازه می‌دهد بدون اینکه کسی متوجه شود، سمت و سوی معادلات را به نفع خود عوض کند.

### ارزش دارایی‌های بنیاد مستضعفان
بنیاد مستضعفان از معدود نهادهای زیر نظر رهبر جمهوری اسلامی است که سندی با عنوان «صورت مالی» از آن در دسترس عمومی قرار دارد. آخرین صورت مالی موجود مربوط به سال ۱۳۹۵ است. بر اساس این سند، میزان دارایی ارزش‌گذاری شدهٔ این بنیاد در سال ۱۳۹۵ بیش از ۵۶ هزار میلیارد تومان بوده است. میزان درآمد اعلام شده حاصل از فروش کالا و خدمات بنیاد نیز بیش از ۲۸ هزار و ۳۵۰ میلیارد تومان بوده که حدود دو سوم آن از محل خدمات مالی و بانکی، فناوری اطلاعات و صنعت و معدن به دست آمده است. در این سند، میزان سود خالص بنیاد در سال ۱۳۹۵، دو هزار و ۷۰۰ میلیارد تومان و سود انباشتهٔ سنواتی آن بیش از ۱۳ هزار و ۸۰۰ میلیارد تومان برآورد شده است. به گفتهٔ پرویز فتاح، رئیس پیشین بنیاد مستضعفان، کل درآمد آن در سال ۱۳۹۸، حدود ۳۶ هزار میلیارد تومان بوده که شامل فروش ملک یا کالا می‌شده و با کم کردن هزینه‌ها، حدود هفت هزار میلیارد تومان سود ناخالص این بنیاد قبل از کسر مالیات بوده است. حدود هزار میلیارد تومان مالیات سال ۱۳۹۸ بنیاد است. سود کسب شده پس از کسر مالیات به نسبت ۶۰ درصد و ۴۰ درصد بین بنیاد مستضعفان و شرکا تقسیم می‌شود که سهم بنیاد از سود خالص، تقریباً سه هزار و ۶۰۰ میلیارد تومان است.
بخش عمده‌ای از املاک و دارایی بنیاد را املاک و زمین‌ها تشکیل می‌دهد. املاکی که در اختیار بنیاد مستضعفان است، زمانی به اشخاص حقیقی و حقوقی تعلق داشته که بعد از انقلاب ۵۷ از آنان گرفته شده است. شمار زیادی از صاحبان اصلی این املاک در زمان انقلاب ۵۷ یا اعدام و زندانی شده یا از ایران رفته‌اند. بر سر مالکیت بسیاری از این املاک اختلاف نظر وجود دارد و شماری از وارثان از بنیاد مستضعفان شکایت کرده‌اند ولی تاکنون عدّهٔ کمی موفق شده‌اند که ملک خود را پس بگیرند.
می‌توان گفت که در بدترین حالت، ارزش روز دارایی بنیاد مستضعفان در سال ۱۳۹۸ باید دو برابر سال ۱۳۹۵ باشد. به عبارتی، ارزش دارایی آن از مرز ۱۰۰ هزار میلیارد تومان گذشته است، یعنی سهم هر ایرانی از بنیاد مستضعفان به بیش از یک میلیون و ۲۵۰ هزار تومان می‌رسد.

## ماهیت حقوقی
بنیاد مستضعفان از لحاظ حقوقی، نه شرکتی دولتی محسوب می‌شود و نه خصوصی؛ بلکه مؤسسه‌ای ناسودبر است که دولت اجازهٔ دخالت در امور آن را ندارد و در قبال عملکردش، تنها می‌بایست به رهبر جمهوری اسلامی پاسخگو باشد. این بنگاه بزرگ اقتصادی، زمانی به عنوان بزرگ‌ترین ملاک ایران شناخته می‌شده است.

## فعالیت‌ها و اثرگذاری‌ها
این بنیاد در کنار بنیاد شهید و امور ایثارگران، ستاد اجرایی فرمان امام و آستان قدس رضوی، خارج از سیستم دولتی و تحت کنترل رهبر جمهوری اسلامی، اداره می‌شوند و بخش نسبتاً بزرگی از اقتصاد ایران را در اختیار دارند. شورای نگهبان در واکنش به تلاش اصلاح‌طلبان در مجلس ششم، هرگونه تحقیق و تفحص از این نهاد را (همچون سایر ارگان‌های زیر نظر رهبر) خارج از حیطهٔ اختیارات نمایندگان مجلس شورای اسلامی دانست. در شرایطی اختیار فروش نفت بدون هیچ محدودیتی به بنیاد داده شد که هیچ‌یک از ارگان‌های نظارتی همچون سازمان بازرسی کل کشور و دیوان محاسبات کشور نیز امکان تحقیق و تفحص دربارهٔ این بنیاد را ندارند و این بنیاد در مدّت مدیدی از فعالیت خود، از پرداخت مالیات به دولت نیز معاف بوده است.

### پرداخت حقوق فاطمیون
پرویز فتاح رئیس پیشین بنیاد مستضعفان در مصاحبه‌ای تلویزیونی گفت که این بنیاد بعضاً حقوق نیروهای وابسته به سپاه قدس را نیز پرداخت می‌کند. وی گفت: «من در بنیاد تعاون سپاه بودم. حاج قاسم آمده بود، به من گفت که حقوق فاطمیون را ندارم بدهم، در سوریه کمک کن… این‌ها برادران افغان ما هستند و دست نیاز به امثال ما دراز می‌کرد…»

## جنجال‌ها و کشمکش‌ها

### کشمکش بر سر مالکیت روستای ابوالفضل
در شهریور ۱۳۹۹، بنیاد مستضعفان بدون ارائهٔ مدارک لازم، ادعای تملک اراضی روستای ابوالفضل در استان خوزستان را کرد و با استفاده از سلاح گرم، اقدام به آواره‌سازی ۳۰۰ خانوار این روستا کرد.

### تصاحب دارایی‌های بنیاد مستضعفان توسط اشخاص و نهادهای حکومتی و نظامی
پرویز فتاح، رئیس پیشین بنیاد مستضعفان ایران، یک سال پس از تصدی این پست در برنامه‌ای تلویزیونی در مردادماه ۱۳۹۹ نام شماری از اشخاص و نهادهای حکومتی و نظامی را اعلام کرد که به گفتهٔ او میلیاردها تومان «املاک عمومی مردم» را تصرف کرده‌اند و حاضر نیستند که آن‌ها را تخلیه کنند؛ امّا او با پشتوانهٔ رهبر ایران می‌خواهد ملک‌ها را پس بگیرد.
لیست اموال تصرف شده به گفتهٔ پرویز فتاح:
- سپاه و ملک جماران (ارزش بیش از ۲۰۰ میلیارد تومان بنا بر اظهارات پرویز فتاح).[۲۸]
- ملک منطقه کوهک تهران توسط ارتش.[۲۸]
- کاخ مرمر توسط مجمع تشخیص مصلحت نظام (پس داده شده). پیش تر نیز، در بهمن ۱۳۹۸، پرویز فتاح مدّعی شد اکبر هاشمی رفسنجانی به‌مدّت دو دهه در این کاخ اقامت داشته است که از سوی محسن هاشمی رفسنجانی تکذیب شد.[۳۱]
- تصاحب یک قطعه زمین در نزدیکی کاخ نیاوران برای ساخت و ساز توسط مرکز تحقیقات استراتژیک زیر نظر مجمع تشخیص مصلحت نظام (تخلیه شده).[۲۸]
- ملک گران‌قیمت در خیابان فرشته تهران و زمین هشت هزار متری در منطقه هروی (پس داده شده) توسط غلام علی حداد عادل.[۲۸]
- ساختمان و ملک مرکز مطالعات زنان، معصومه ابتکار و شهیندخت مولاوری (تخلیه شده).
- سید محمد خاتمی و ملک بنیاد باران (تخلیه شده).[۲۸]
- محمود احمدی‌نژاد و ملک ولنجک: به گفتهٔ پرویز فتاح ملکی ۱۸۰۰ متری در ولنجک با ارزش بیش از ۲۰۰ میلیارد تومان در مکانی «بسیار مرغوب» چند سالی است که در اختیار محمود احمدی‌نژاد، رئیس‌جمهور پیشین و «دوستان» اوست.[۲۸]
- مرکز پژوهش‌های مجلس و ملک ۱۲ طبقه ولنجک.[۳۲]

## رؤسا
رئیس بنیاد مستضعفان هر ۵ سال یکبار و توسط سید علی خامنه‌ای، رهبر ایران، انتخاب می‌شود.
اسامی رؤسای بنیاد مستضعفان از ابتدا تاکنون:
- سید علینقی خاموشی (۱۴ اسفند ۱۳۵۷ تا ۲۶ شهریور ۱۳۵۹)
- محمدعلی رجایی (۲۶ شهریور ۱۳۵۹ تا ۸ شهریور ۱۳۶۰)
- میرحسین موسوی (۱۳ آذر ۱۳۶۰ تا ۱۵ شهریور ۱۳۶۸)
- محسن رفیق‌دوست (۱۵ شهریور ۱۳۶۸ تا ۳۱ تیر ۱۳۷۸)
- محمد فروزنده (۳۱ تیر ۱۳۷۸ تا ۳۱ تیر ۱۳۹۳)
- محمد سعیدی‌کیا (۳۱ تیر ۱۳۹۳ تا ۳۱ تیر ۱۳۹۸)
- سید پرویز فتاح (۳۱ تیر ۱۳۹۸ تا ۷ آبان ۱۴۰۲)
- حسین دهقان (۷ آبان ۱۴۰۲ تاکنون)

## تحریم
روز چهارشنبه ۱۸ نوامبر ۲۰۲۰ برابر با ۲۸ آبان‌ماه ۱۳۹۹، وزارت خزانه‌داری آمریکا بنیاد مستضعفان و رئیس وقت آن، پرویز فتاح و حدود ۵۰ شرکت تابعه این بنیاد را به‌دلیل تأمین مالی حکومت ایران برای سرکوب اعتراضات در لیست سیاه قرار داد و تحریم کرد.
در بیانیهٔ وزارت خزانه‌داری ایالات متحده به نقل از استیون منوچین، وزیر خزانه‌داری آمریکا، آمده است: «رهبر ایران از بنیاد مستضعفان برای پاداش دادن به عوامل خود، زیر پوشش امور خیریه، استفاده می‌کند. ایالات متحده به هدف قرار دادن مقامات رسمی کلیدی و منابع تولید درآمد که به رژیم فرصت می‌دهد تا سرکوب مستمر مردمش را دنبال کند، ادامه می‌دهد.»

## دیدگاه‌های پیرامون
محمود احمدی‌نژاد، ششمین رئیس‌جمهور ایران در فروردین ۱۴۰۰ اعلام کرده است: «اگر ثروت بنیاد مستضعفان و ستاد اجرایی فرمان امام در بین مردم به‌طور مساوی توزیع شود، هیچ فقیری باقی نخواهد ماند.»
روزنامهٔ جمهوری اسلامی نیز در مطلبی در آذرماه ۱۴۰۲ نوشت: «بنیادی که ساختمان‌هایش هر روز بیشتر و شیک‌تر می‌شود، بنیاد مستضعفان نیست بلکه بنیاد مستکبران است.» این روزنامه در ادامه با اشاره به هدف پدید آمدن نهادهایی همچون بنیاد مستضعفان نوشت: «در طول چهار دهه گذشته این نهادها همواره این قول را داده‌اند که برای محرومیت‌زدایی تلاش خواهند کرد ولی اکنون در پنجمین دهه از عمرشان شاهد افزایش فقر و محرومیت هستیم و با اینکه این نهادها واقعاً بودجهٔ زیادی برای تحقق وعده‌هایی که می‌دهند، هزینه می‌کنند، امّا هرچه زمان بیشتر می‌گذرد، آمار فقرا و محرومین بیشتر می‌شود.»